# Brilho superficial
Em astronomia, o brilho superficial quantifica o brilho aparente ou densidade de fluxo por unidade de área angular de um objeto estendido espacialmente, como uma galáxia ou uma nebulosa, ou como o fundo de um céu noturno. O brilho superficial de um objeto depende de sua densidade de luminosidade superficial, isto é, da luminosidade emitida por unidade de área da sua superfície. Na astronomia visível e infravermelha, o brilho superficial é frequentemente apresentado em uma escala de magnitude, em magnitudes por segundo de arco quadrado em um filtro de banda ou sistema fotométrico particular.
A medição do brilho superficial de objetos celestes é chamada fotometria superficial.

## Descrição geral
A magnitude total é a medida do brilho de um objeto extenso como uma nebulosa, aglomerado, galáxia ou cometa. Ela pode ser obtida somando-se a luminosidade sobre a área do objeto. Alternativamente, um fotômetro pode ser usado aplicando aberturas ou fendas de diferentes tamanhos ou diâmetros. A luz de fundo é então subtraída da medida para obter o brilho total. O valor resultante da magnitude é o mesmo de uma fonte pontual que está emitindo a mesma quantidade de energia.
A magnitude aparente de um objeto astronômico é geralmente dada em um valor integrado – se uma galáxia é citada como tendo magnitude de 12,5, significa que nós vemos a mesma quantidade total de luz da galáxia que veríamos de uma estrela com magnitude 12,5. Entretanto, uma estrela é tão pequena que ela é realmente uma fonte pontual na maior parte das observações (o maior diâmetro angular, que é o de R Doradus, é 0,057 ± 0,005 segundos de arco), enquanto uma galáxia pode se estender por vários segundos ou minutos de arco. Portanto, a galáxia será mais difícil de ver do que a estrela contra a luminescência de fundo. A magnitude aparente é uma boa indicação da visibilidade quando o objeto é pontual ou pequeno, enquanto o brilho superficial é um indicador melhor quando o objeto é grande. O que conta como pequeno ou grande depende das condições específicas da visualização e segue a lei de Ricco. Em geral, para se chegar adequadamente à visibilidade de um objeto deve-se saber ambos os parâmetros.

## Cálculo do brilho superficial
O brilho superficial é normalmente expresso em magnitude por segundo de arco quadrado. Como a magnitude é logarítmica, o cálculo do brilho superficial não pode ser feito por simples divisão da magnitude pela área. Em lugar disso, para uma fonte com magnitude total ou integrada m estendendo-se por uma área visual de A segundos de arco quadrados, o brilho superficial S é dado por:
{\displaystyle S=m+2,5\cdot \log _{10}A.}
Para objetos astronômicos, o brilho superficial é análogo à luminância fotométrica e, portanto, é constante com a distância. À medida que um objeto fica mais tênue, ele também fica correspondentemente menor em área visual. Em termos geométricos, para um objeto próximo emitindo uma dada quantidade de luz, o fluxo de radiação decresce com o quadrado da distância para o objeto, mas a área física correspondente a um dado ângulo sólido ou área visual (por exemplo, 1 arco de segundo quadrado) diminui na mesma proporção, resultando no mesmo brilho superficial. Para objetos extensos como nebulosas ou galáxias, isto permite a estimativa da distância espacial a partir do brilho superficial por meio do módulo de distância ou distância de luminosidade.

## Relação com unidades físicas
O brilho superficial em unidades de magnitude está relacionado com o brilho superficial em unidades físicas de luminosidade solar por parsec quadrado por:
{\displaystyle S({\rm {mag}}/{\rm {arcsec}}^{2})=M_{\odot }+21,572-2,5\log _{10}S(L_{\odot }/{\rm {pc}}^{2}),}
Onde {\displaystyle M_{\odot }} e {\displaystyle L_{\odot }} são a magnitude absoluta e a luminosidade do Sol em uma banda de cor, respectivamente.
O brilho superficial também pode ser expresso em candela por metro quadrado, usando 12,58 mag arcsec−2 = 1 cd m−2.

## Exemplos
Um céu verdadeiramente escuro possui um brilho superficial de 2×10−4  cd m−2 ou 21,8 mag arcseg−2.
O brilho superficial de pico da região central da nebulosa de Orion é de cerca de 17 Mag/arcseg2 (aproximadamente 14 milinit) e o brilho externo azulado tem um brilho superficial de pico de 21,3 Mag/arcseg2 (cerca de 0,27 millinits).